# Rougemont Castle
Rougemont Castle är ett slott i Storbritannien.   Det ligger i grevskapet Devon och riksdelen England, i den södra delen av landet, 250 km väster om huvudstaden London. Rougemont Castle ligger 56 meter över havet.
Terrängen runt Rougemont Castle är huvudsakligen platt, men söderut är den kuperad. Terrängen runt Rougemont Castle sluttar österut.  Närmaste större samhälle är Exeter, 0,29 km sydost om Rougemont Castle. Omgivningarna runt Rougemont Castle är en mosaik av jordbruksmark och naturlig växtlighet.